# 潛龍諜影系列
潛龍諜影系列（台港旧译“燃烧坦克”或“燃烧战车”，台湾于Playstation时期曾改译“特攻神谍”）是由日本科乐美公司发行，原旗下小島工作室的小岛秀夫主导开发的动作隱蔽類遊戲系列及相关产物。系列自1987年的首作即由小岛長期擔任遊戲製作人，但由於小島在2015年底從科乐美離職，故他所參與的作品也止於同年發行的《潛龍諜影V 幻痛》。截至2025年，全系列作的累計銷量已超過6290萬份。
小岛最初由小时候的捉迷藏游戏中得出灵感，打算制作一个类似电影《第三集中營》的游戏，確立了合金装备的游戏模式。游戏本身受到电影《第三集中營》（1963年）、《六壯士》（1961年）、（1964年）、《2001年太空漫遊》（1968年）等的影响。

## 系列作品列表

### 系列游戏
| 游戏名称                  | 描述 |
| ------------------------- | --- |
| Metal Gear                | 最初于1987年在日本和欧洲地区的MSX平台发售。故事讲述特种兵史內克（Snake）潜入世外天国，摧毁核武器Metal Gear。Metal Gear是最早的潜入类型游戏之一。2004年，做了些细微改动后被移植到手机平台。 |
| Metal Gear                | Metal Gear在FC/NES平台的“重制版”，日本方面于1987年发售，北美和欧洲于1988年发售。小岛秀夫已经坦言对这个版本的不快。 |
| 合金装备2 固蛇            | 最初于1990年在日本地区的MSX2平台发售。讲述史內克前往中亚小国贊給巴爾（Zanzibarland）解救被绑架的生物学家。本作主要改进了敌人的AI，故事开始变得扑朔迷离。2004年，作了些细微改动后被移植到手机平台。                                                                                                |
| 合金装备                  | 1998年在PlayStation平台上发售。故事讲述退役的固蛇被召回，受派遣潜入到一所核处理设施，解除叛乱的前所属特种部队FOXHOUND武装，进而与他的“孪生兄弟”，液蛇展开殊死较量。这也是Metal Gear系列游戏第一次以全程语音的3D游戏形式出现。                                                                     |
| 合金装备完全版            | 合金装备基于英文版的加强版，PlayStation版于1999年在日本发售，PC版于2000年在北美和欧洲发售。 |
| 合金装备VR任务            | 包括300个VR任务关，在日本是完全版的第三张碟，但在美国以“MGS VR Missions”的名称单独发售，在欧洲则称之为“Metal Gear Solid: Special Missions”。 |
| 合金装备 幽灵通天塔       | 2000年在Game Boy Color平台发售的游戏。基本是2D玩法，但加入了《合金装备》（Playstation版）中的一些要素如Codec通讯器和VR任务，情节上独立于系列正统。日本地区以外的正式名称也是合金装备（Metal Gear Solid）。                                                                                        |
| 合金装备2 自由之子        | 2001年在PlayStation 2平台发售。系列中第一次允许玩家以非致命方式制服敌人，也是系列中第一次更换主角，序章后主角由固蛇换成了Raiden。 |
| 合金装备2 真实之影        | 《合金装备2 自由之子》的加强版，追加了超过700个VR任务关和5个以固蛇为主角的平行剧本。2002年，起初由XBox在北美和欧洲市场上独占，但Playstation 2版很快就在美欧日三地发售，还发售了PC版。 |
| 合金装备 孪蛇             | 《合金装备》的重制版，任天堂GameCube独占，于2004年发售，使用的是2代的引擎和游戏方式。 |
| 合金装备3 食蛇者          | 2004年发售，PlayStation 2独占。故事发生在冷战时代，主角是固蛇的前辈裸蛇（其实就是他的父亲Big Boss），他必须潜入苏联刺杀叛国的恩师。新加的迷彩系统允许玩家改变史內克的穿着以便融入野外环境隐蔽自己，他还必须自己狩猎获取食物。                                                                     |
| 潛龍諜影Ac!d              | 2004年在PlayStation Portable平台发售。它不再是传统的动作游戏，而是基于收集卡片战斗的回合制策略游戏。就像之前的“幽灵通天塔”，它也不是系列正统。 |
| 潛龍諜影3 生存戰          | 《合金装备3 食蛇者》的加强版，2005年于日本，2006年于北美和欧洲的Playstation 2平台发售。剧情模式加入了自由视角，加入了多人模式和古典Metal Gear的复刻版，不过稍有改动。 |
| 合金装备Ac!d2             | 2005年于日本，2006年于北美和欧洲的PlayStation Portable平台发售。和前代一样是卡片回合制策略游戏，但卡片数量翻了一倍。本作也仍然不是系列正统作。 |
| 合金装备 掌上行动         | 2006年在PlayStation Portable平台发售。原設定故事发生在“食蛇者作戰”之后，裸蛇试图对抗他之前隶属的部队，而另建他自己的武装。本座並非由小島秀夫親自監督，遊玩方式也与以往单人潜入不同，这次更加讲究团队协作。2014 E3期間由小島監督親口證實本作為黑歷史。                                             |
| 合金装备 掌上行动加强版   | 《合金装备 掌上行动》的加强版，主要针对在线游戏进行改进，加入了新的人物和场景。2007年发售于PlayStation Portable平台。 |
| 潛龍諜影Ac!d Mobile       | 《潛龍諜影Ac!d》的手机版，部分人物和场景由于机能限制删减了。按CG分为2D和3D两个版本。 |
| 潛龍諜影Mobile            | 2008年在手机平台上发售。情节与正统系列没有關联。 |
| 合金装备4 爱国者之枪      | 2008年在PlayStation 3平台发售且独占。故事讲述早衰的固蛇（现称Old Snake）和他最后的任务——击倒他的宿敌液蛇。此作新的特点有可破坏的场景、与NPC的协同作战等。 |
| 合金装备Online            | 独立的《合金装备Online》作为PlayStation 3版《合金装备4 爱国者之枪》免费的新手入门包进行捆绑销售，并利用网络提供更新下载。 |
| 潛龍諜影 Touch            | 2009年3月19日在iPhone和iPod Touch平台上推出，Metal Gear Solid Touch使用《合金装备4 爱国者之枪》里的人物和场景。游戏分为八关（之后还可以开启其他关卡），玩家将使用触摸屏来操作。 |
| 潛龍諜影 和平先驅         | 於2010年4月29日（日本）、2010年6月8日（北美）發售在PlayStation Portable平台上推出的電子遊戲。故事補完了《合金装备 掌上行动》到MSX上《Metal Gear》之間關於Big Boss和世外桃源（Outer Heaven）崛起的段落。也是系列中首個容許連線合作的作品。本作还与Capcom公司旗下的著名游戏怪物猎人展开跨系列互动。 |
| 潛龍諜影 食蛇者3D         | 于2012年2月11日（北美）、2012年3月8日（日本）在任天堂3DS上推出。作为合金装备3 食蛇者的复刻作品，本作增加对应3DS独有的裸视3D显示技术，还利用主机内置的摄影镜头，以撷取现实中的图片到游戏中成为新的迷彩，并对应主机的重力感应器。游戏界面上，3DS版将游戏讯息置于下方屏幕中，使游戏画面更加干净。    |
| 合金装备V 原爆点          | 于2014年3月18日在PlayStation 4、PlayStation 3、Xbox 360和Xbox One平台发售，使用了小島製作研發的遊戲引擎狐引擎（FOX Engine），是《潛龍諜影V 幻痛》的序章。 |
| 潛龍諜影V 幻痛            | 在2012年MGS 25th紀念會揭露了新一代遊戲《合金装备 原爆点》，使用了小島製作研發的遊戲引擎狐引擎（FOX Engine）。 2013年GDC时与另一款传闻中的游戏《幻痛》一起被揭晓为《潛龍諜影V 幻痛》的游戏部分。                                                                                                   |
| 潛龍諜影：大師合輯 Vol. 1 | 於2023年10月24日推出，該合輯收錄了《潛龍諜影》潛行遊戲系列中的作品，紀念系列發行35週年。 |
| 潛龍諜影3 Delta           | 於2023年5月25日PlayStation Showcase公開《潛龍諜影3 食蛇者》的重製版《潛龍諜影3 Δ 食蛇者》。發售平台為PS5、Xbox Series X/S和PC。發售日期為2025年8月28日。 |

### 衍生作品
| 作品名称                           | 描述 |
| ---------------------------------- | --- |
| The Document of Metal Gear Solid 2 | 2002年在Playstation 2平台发售的一部数字百科全书，包含2代的遊戏开发信息如可视多边形建模、音乐以及遊戏正式版的删节。                                                                     |
| 合金装备 数字漫画                  | Ashley Wood的漫画版合金装备的游戏平台改编版，2006年在PSP平台發售。在日本被称为“Metal Gear Solid: Bande Desinée”。                                                                      |
| 合金装备2 数字漫画                 | 数位漫画系列第二作，2008年以DVD影碟形式在日本发售。遊戏原作的情节和结局都将以全程语音动画形式上演。但海上平台篇却是以固蛇的视角讲述的，因此不是正统作。比如漫画中是固蛇干掉了Solidus。 |
| 合金装备4 数据库                   | PS3版的下载程序，包括名词术语辞典、时间表以及至4代的全部人物关系图。 |

### 列外作品
| 作品名称            | 描述 |
| ------------------- | --- |
| Snake's Revenge     | 1990年在北美和欧洲的NES平台发售，被做成NES版Metal Gear的结局。在原来俯视视角基础上增加了横向卷轴场景。和前代的NES版一样，这个作品与小岛秀夫并无关系，而角色和情节在以后的系列游戏中也没有作出解释。一般认为此作不是正统的官方游戏。 |
| 潛龍諜影崛起 再復仇 | 描述雷电在正传以后的故事。最初由小岛工作室提出开发計畫，后转由白金工作室开发。 |
| 潛龍諜影 求生戰     | 描述《合金装备V 原爆点》中的一個故事，本作亦是系列製作人小島秀夫離開科樂美后该系列的首個作品。 |

## 游戏中历史年表
注意：本表中文譯名取自《V 幻痛》官方中文化版本。部分資訊譯名引用日本知名電玩雜誌Fami通繁體中文版之刊載內容與正式中文攻略本譯名（台灣青文出版社出版）以及中文官方網站資訊

### 背景
20世纪初，“賢者”（Philosophers）组织成立，后筹集了一笔数额庞大的资金──“賢者的遗产”（Philosophers' Legacy）。
1942年8月，美国陆军技术总部曼哈顿计划开始，宅代（Otacon）的祖父被安排参与此计划，实验却使得自己的儿子也就是宅代的父亲休伊（Huey）双腿残废。同年传说中的战士「The Boss」成立眼鏡蛇（Cobra）部队，1947年该部队解散。
1950年，約翰（John）也就是后来的「Big Boss」，成为「The Boss」的学生。
1960年，索可洛夫博士在OKB-754研究所开始进行代号为“Shagohod”的研究。
1962年，古巴导弹危机发生。The Boss在Tselinoyarsk的任务中被迫杀死他过去的情人The Sorrow。 
1963年，电影《第三集中營》上映（该片与《合金装备3》剧情有关）。

### Big Boss时代
CIA为应付冷战时期的形势需要，组建了一支以单独潜入手段完成特殊任务的作战部队──FOX小队。表面上作为该部队的实战试验，FOX参与侦查任務。
1964年8月24日侦查任務开始。作为FOX小队的一员，化名为裸蛇（Naked Snake）的John（CIA時改稱Jack）在湯姆上校（Major Tom）指挥下潜入Tselinoyarsk救援索可洛夫（Sokolov）。索可洛夫是苏联的科学家，研发了名为Shagohod的秘密武器却害怕它的力量，打算转投美国。裸蛇在行动中初次认识奧塞羅特（Ocelot）。裸蛇救出了索可洛夫，撤退途中索可洛夫却被The Boss抢去，裸蛇不敌被推下悬崖。眼鏡蛇（Cobra）小队成员重聚，作为移动的导弹发射装置开发出来的Shagohod被沃爾金上校（Volgin）用直升机运走，沃爾金卻以The Boss送来的無後座力核彈發射裝置發射了一枚美國製核弹以致事态变得严重。
8月30日食蛇者作戰（Operation Snake Eater）开始，湯姆上校代号改为瑟羅（Zero）。史內克再次潜入Tselinoyarsk，任务是救援索可洛夫，摧毁Shagohod，并消灭眼鏡蛇小队、沃爾金上校和The Boss。蛇结识了中国派来的特務EVA，以及后来登场的Metal Gear的发明者葛拉寧（Granin）。裸蛇从事件中了解到“賢者的遗产”的存在，沃爾金想要拿到这笔钱。经过一番波折，史內克打败了眼鏡蛇小队，消灭了Shagohod和沃爾金，并在最后决战中杀死了恩師The Boss。任务结束后，EVA离开了他，留下的信件告诉他整个事件其实是“賢者”在幕后操纵，The Boss不过是任务中发生意外，美国和苏联方面双方谈判决定牺牲她以证明美国清白。最後裸蛇受到政府嘉奖获得「Big Boss」称号，却决定退隐离开FOX小队。
Sokolov被FOX小队的Gene救回美国，同时带上了Granin的Metal Gear设计图。Gene获得了部分“賢者的遗产”。CIA获得Metal Gear设计图后命令Sokolov开发新型武器，命名为Metal Gear。1970年代，苏联和美国的冷战军备竞争导致双方军费大增，双方签署和平协议并开始裁减军备。CIA害怕苏联裁减军备后军力削弱会加快冷战结束而导致自己的地位下降，打算将Metal Gear送给苏联以维护军事均衡。另一方面五角大楼由于CIA的地位巩固以及战略上的一些小动作感到不满，希望削弱CIA，便设计引发事端。
1970年11月2日，Big Boss被叛变的FOX小队抓获并囚禁在San Hieronymo Peninsula（实际上是五角大楼的计划），结识Roy Campbell。得知FOX小队被指派到此执行任务，却叛变并获得了政府的秘密武器Metal Gear。其首领Gene是所谓的“Successor”（继承者）计划的产物，目的在于培养The Boss的继承者领导士兵。Big Boss俘虏美国及苏联士兵，组建自己的部队。行动中认识了Elisa，NULL（也就是后来的Gray Fox）等人。Elisa是侦查任務中核弹爆炸的受害者，因此十分憎恨核弹，但同时又是一个双重性格的人，并有预知未来的能力。Elisa的另一人格驾驶Metal Gear RAXA攻击Big Boss，被Big Boss击毁。Gene却说这不过是试验品，引发士兵自残后逃去。Big Boss潜入导弹井，从敌人口中得知这次事件是CIA以及他们背后的“賢者”策划的。在最后的控制室里，Gene打算启动Metal Gear（ICBMG）时被之前被认为已经死去了的Elisa阻止，Gene杀了她然后用备用开关启动了Metal Gear。最终Big Boss打败了Gene，Gene把用于建立“Army Heaven”的财产的胶卷交给了Big Boss，相信他日后会用到（后用于建设世外桃源（Outer Heaven））。但是ICBMG的启动无法停止，Big Boss与士兵一起攻击火箭，令火箭发生故障偏离航道，ICBMG在大气层中销毁。Big Boss回国，瑟羅也解散了FOX。
1971年，基于FOX特种部队的行动特点，Big Boss成立FOXHOUND部队。同年，Big Boss在越南河内救出EVA。
瑟羅和奧塞羅特铲除了美国方面的“賢者”势力，利用部分“賢者的遗产”成立了“爱国者們”（The Patriots）组织，以实践The Boss的理念。在奧塞羅特的极力推荐下Big Boss被引荐进入爱国者們，其余的成员还有EVA、SIGINT、PARA-MEDIC。但Big Boss的理念和瑟羅日渐产生分歧。1972年，瑟羅执行「恐怖之子計劃（／Les Enfants Terribles）」，目的是制造一个Big Boss的代替品，固蛇（Solid Snake）和液蛇（Liquid Snake）即是这个计划的产物（但是Big Boss的完美克隆体中Solidus Snake却并不是这个计划的产物），固蛇和液蛇的母亲是EVA。“恐怖之子計劃”加深了Big Boss和瑟羅的矛盾，Big Boss脱离“爱国者們”，以他所理解的“The Boss的理念”建立起“无国界军队”。瑟羅在Big Boss离开后，变得对一切都感到怀疑，不再相信别人。
1974年，冷战因美苏两国的力量平衡而暂时平静下来。带领其组建的“无国界军队”驻扎在哥伦比亚的Big Boss和和平·米勒（Kazuhira Miller）迎来了两位客人：自称是哥斯达黎加国联和平大学教授，代表政府前来谈判的賈維茲（Ramón Gálvez Mena），以及名为帕茲（Paz）的学生。賈維茲以类似＂The Boss＂声音的录音为引诱，让Big Boss答应帮助他驱逐驻扎在哥斯达黎加的CIA資助的部队。
史內克从FSLN的亞曼達（Amanda）和齊可（Chico）口中得知敌人基地的位置及其中的“守护神”。潜入基地的史內克遇上名为寇曼（Coldman）的CIA長官，以及二足步行兵器的开发者休伊（Huey）博士。休伊告诉史內克他开发的「和平行者」（Peace Walker）是由AI控制的可移动核威胁力量，最大特点是可移动性以及完全理性的判断。但是「和平行者」还有AI部分未完成。在帕茲的朋友瑟西爾（Cécile Cosina Caminades）的指引下，史內克找到了AI的开发者奇愛博士（Dr.Strangelove）以及“The Boss”---由奇愛博士开发，参照The Boss的人格思考製造出的AI。一番恶斗后AI再次逃脱，Big Boss追踪AI至和平行者的工场被抓住。后来他逃出来却发现和平行者已经完成，未能击败和平行者并让寇曼带着人质帕茲和和平行者逃跑出国。
Big Boss为阻止核弹发射来到尼加拉瓜的美军基地，发现这里被苏聯军隊控制着。站在他面前的寇曼声称将会给和平行者输入假资料，让它误以为苏联发射核弹然后对苏联展开“反击”。賈維茲这时突然出現，原來他实际的名字是Vladimir Alexandrovich Zadornov，是KGB的间谍；他假意投降CIA，利用美国的技术开发和平行者然后据为己有。賈維茲命令帕茲射死寇曼，但帕茲并不愿意这样做。賈維茲打伤寇曼，打算利用寇曼输入指令，将目标改为古巴，让全世界以为美国主动攻击共产主义国家并借机控制中美洲。FSLN和无国界军队及时赶到将敌人一网打尽。被俘虏的寇曼临死前启动了和平行者，将假资料发送到美军司令部让美国误以为苏联发射核弹，然后让忠于任务的和平行者发动反攻。Big Boss击败了和平行者却无法阻止其资料传送。这时模拟The Boss的AI作出了自杀的决定，控制和平行者走向大海以阻止信号传送。
回到无国界军队基地的史內克，多次出動將逃亡的賈維茲抓回，最後發現原來這是為了讓帕茲將Metal Gear Zeke改造成可以手動駕駛所製造的空檔；而後帕茲驾驶Metal Gear Zeke想要毀滅無國境軍隊，說出自己其實是「CIPHER」派來的間諜，姓名、身分通通是偽造的；之後與史內克展開了戰鬥，最后帕茲战敗坠海。另一方面，瑟羅利用奇愛博士的AI技术开发出“爱国者們”的AI系统，并逐渐渗透控制世界经济、政治、军事等领域。
1975年，坠海的帕茲以及无国界军队的齊可被神秘部队“XOF”抓获，帕茲被虐待后，体内装上了追踪器和炸弹。同时，联合国检查人员到达无国界军队基地检查。为免Zeke的事情败露，Big Boss潜入XOF基地救出二人，回到自己的基地后发现自己的基地受到袭击，无国界军队几乎全灭。救出米勒的Big Boss勉强撤退，帕茲表示自己体内还有炸弹后，在炸弹爆炸前跳海。而他们的直升飞机发生空难。Big Boss陷入昏迷。
1976年，“恐怖之子计划”被遗弃。
1980年，休伊和奇愛的儿子哈爾（Hal）出生。
1984年，BIG BOSS的替身毒蛇（Venom Snake）从昏迷中苏醒，在奧塞羅特的帮助下从医院逃离了追杀。与米勒和奧塞羅特一起建立钻石犬（Diamond Dog）部队，向XOF复仇；BIG BOSS則回到了美国，当上了FOXHOUND的主管并暗中策划世外桃源（Outer Heaven）。

### 固蛇（Solid Snake）时代
某年，Grey Fox收养了一个在战争中失去亲人的小女孩，也就是后来的Naomi Hunter。
1990年，为SAS工作的液蛇（Liquid Snake）在伊拉克执行摧毁移动的飞毛腿导弹发射器的任务，后宣称在任务中失踪。
1994年，液蛇返回美国。
1995年，佣兵团建立的军事组织“世外桃源”（Outer Heaven）逐渐浮出水面，美国方面收到情报，“世外桃源”正在生产一种能改变世界战局的武器。FOXHOUND负责潜入任务的特工Grey Fox在探索任务中失去联络，在Big Boss指挥下FOXHOUND成员固蛇（Solid Snake）负责继续追查该事件，在基地中发现代号为Metal Gear TX-55的武器并发现幕后主脑正是Big Boss（实际上是毒蛇，Big Boss的幻影）。最后他击败Big Boss，炸毁了Metal Gear TX-55并逃出“FOXHOUND”。
1997年，中东发生军事叛乱，贊給巴爾（Zanzibar）立国。
1999年，Kio Marv博士发明了炼制高度纯净的天然石油的微生物“OILIX”，却被贊給巴爾绑架。固蛇在FOXHOUND指挥官Roy Campbell的指挥下潜入贊給巴爾，却发现贊給巴爾的领导者竟然是失踪了的Grey Fox。最后他打败了Grey Fox，Metal Gear D和曾被认为在前次事件中被击败的Big Boss。任务结束后固蛇退休居住在阿拉斯加。Big Boss成为植物人，被瑟羅“保管”起来。Gray Fox则被救回，身体被改造为忍者。
2000年，液蛇加入FOXHOUND，成为地面作战分队的首领。Naomi Hunter加入FOXHOUND的医疗小组，并开始了在士兵身上的DNA理论研究和实验。
2002年，关塔纳摩湾建立起一个专门关押敌人的“X光基地”。
2002年，开发中的Metal Gear Gander在南美进行演习时被由叛乱将军Augustine Eguabon指挥的Gindra Liberation Front（简称Gilif）抢走，开发人员被绑架并带回Gindra，也就是以前的世外桃源（Outer Heaven）。在Roy Campbell指挥下，固蛇潜入该基地，途中从幸存的Delta Force队员姬丝·珍纳（Chris Jenners）得知潜入部队已全部死亡，而叛乱的美军特种部队Black Chambers也在基地，首领是Viper。固蛇救出开发者Jimmy Wizard，得知Metal Gear已经装上了核弹。Viper威胁美国政府如果不放弃进攻就会用核弹攻击美国的任一城市。固蛇炸毁发电站打算阻止轨道炮发射，却被告知核弹依然可以发射，Jimmy Wizard也被炸死。固蛇潜入地下一百层，终于找到Metal Gear。这时Viper现身，告诉固蛇：Black Chambers叛乱的原因是不想一直做FOXHOUND的影子，希望能够帮CIA夺回Metal Gear争回面子。打败Viper后固蛇救回姬丝，姬丝告诉他她是陆军参谋长柏加下命令来的，目的是杀死将军和抹去一切和“Project Babel”相关的人和物。这时将军驾驶Metal Gear Gander出现，告诉他们一切都是自己的安排。固蛇打败将军，将军临死前告诉他真相：世外桃源是美国政府暗中援助的要塞国家，非正式地提供反美军事力量。当年Big Boss失控，美国将世外桃源推翻。后来世外桃源成了Gilif，美国想要让非洲出现反美势力，借战争派遣部队进驻，以维持冷战后美国的全球布局。这就是Project Bable。将军和陆军参谋长都是负责人。这时Viper再次出现并打算發射核弹，原来Metal Gear还是太空中装有核弹的卫星的指挥站。幕后的间谍Brian也被查出。最终固蛇击败Viper，阻止了核弹的发射。
2003年，克拉克博士（Dr.Clark、即PARA-MEDIC，FOXHOUND的医疗组长）死于想要逃跑的Gray Fox制造的实验室爆炸中。Naomi Hunter掩盖了事实并接手克拉克博士的工作。
2005年2月底，暗影摩西島（Shadow Moses）上做演习的Metal Gear被叛乱的FOXHOUND队员夺走，借以勒索美国政府。固蛇再次被召回执行任务。史內克潜入基地，认识了Otacon和Campbell的侄女（实际上是女儿）Meryl。他发现军方秘密开发的是Metal Gear的最新型号REX。作为叛乱的主脑，液蛇打算利用Metal Gear威胁政府交出赎金和Big Boss以研究解决自己DNA缺陷的方法。史內克途中遇上成了改造忍者的Grey Fox，Meryl则在战斗中被敌人俘虏。史內克后来也被俘获，后被Grey Fox救出。史內克潜入地下基地，Grey Fox牺牲自己帮助史內克击败REX，液蛇也被史內克打败（这里有两种结局，救出Otacon或者救出Meryl）。液蛇在最后的追击战中死于Fox-die，其手臂后来被移植到奧塞羅特的断臂上。而FOXHOUND也被遣散。
2005年3月：George Sears（Solidus）辞去了美国总统的职务，他被James Johnson取代（实情是他被迫辞职，身体被改造）。
2006年，固蛇和Otacon组成了NGO“Philanthropy”，目的是阻止Metal Gear的生产及发展。
2007年4月30日：Jack（Raiden）和Rose第一次见面。8月8日，U.S.S. Discovery事件（曼哈顿外海油轮沉没事件、Manhattan Tanker Incident）发生。当时史內克打算潜入油轮获得新的Metal Gear Ray的情报并公之于世，但途中苏联佣兵团进入油轮打算抢回Ray，爱国者們派来的奧塞羅特趁机开枪打死佣兵团团长并夺走了Ray，并将事件责任嫁祸给史內克。油轮在战斗中沉没，对外公开消息指史內克已死。
2008年4月，特种部队DeadCell的成员Chinaman和Old Boy在意外中身亡（根据访谈，这两个角色原本设定为游戏合金装备2中出现，后戏份被删，其技能也延续到其他角色如Vamp身上）。
2009年：在名义上负责清理曼哈顿外海上沉没的油轮造成的油污而建成的Big Shell工场里，总统James Johnson被恐怖分子，也就是原来的特殊部队DeadCell成员挟持，Raiden作为“FOXHOUND”的成员前去营救总统，再遇被认为在2年前已经死去的史內克。在任务中他发现恐怖分子的目的并不在于赎金，而是工场下面的超级武器“Asenal Gear”。在总统James Johnson的“强迫”下死于Raiden枪下。Otacon随同史內克营救他的妹妹Emma，一方面是因为她有阻止Asenal Gear的电脑病毒，另一方面是出于个人感情。Raiden途中遇到恐怖分子首领Solidus，他自称自己的计划叫“自由之子”。后来Emma被杀，史內克通过“俘虏”Raiden得以潜入Asenal Gear，并和Raiden一起杀出一条血路。Raiden击败了数台Metal Gear Ray，最终不敌。这时候Emma的病毒生效，Asenal Gear停止运作。在场人员被奧塞羅特告知所有一切都不过是“爱国者們”背后操纵的一场演习。Asenal Gear撞向纽约，Raiden在华盛顿纪念堂屋顶上打败Solidus。
之后Raiden从“爱国者們”手上救出Olga的女儿Sunny，交由史內克和Otacon收养。Rose被释放，和Raiden一起生活，但Raiden得知自己的儿子流产了（实际上是Rose故意隐瞒）后整日酗酒，Rose离开Raiden改嫁Roy，由他帮忙保护Raiden的儿子。
20XX年（据考证可能是2014年）：战争已经转由专业的PMC（私人雇傭兵）参与，PMC全部安装以奈米機械组成“SOP系统”（Sons of the Patriots，以Big Shell事件收集的数据构建的系统），以降低战争成本及控制士兵情感。Liquid Ocelot组建了最大的雇傭兵组织，并策划完全控制“爱国者們”AI系统。另一方面，史內克由于基因缺陷出现早衰，却决定再次投入阻止Liquid的战斗中。史內克在战场上重遇Naomi、Meryl以及改造成忍者身体的Raiden。通过重重波折，史內克找到了自己的亲生母亲EVA，得知“爱国者們”的真相，却亲眼看着她死去。Liquid得手控制了“爱国者們”的部分机能。Naomi以出卖史內克等人为代价，在Liquid那里获得消灭“爱国者們”的办法，最终放弃奈米機械的保护死去。史內克潜入Outer Haven，用电脑病毒破坏了“爱国者們”AI系统。最后从Liquid口中得知他其实就是奧塞羅特，只不过是用药物及心理暗示扮成液蛇。他本来的目的就是打算破坏“爱国者們”建立新的世界体制。史內克与Liquid Ocelot决战，将其击败。史內克在墓园遇见通过手术复生的Big Boss以及还在世的瑟羅上校（Major Zero），Big Boss先將瑟羅上校安樂死，之後与史內克对话后死去。意识到自己不久于人世的史內克决定和Otacon环游世界。

## 系列評價
1995年潛龍諜影系列於PS平台上發表新作《Metal Gear Solid》，得益于PS机能相對先前的開發平台有大幅度跃进，作品首度以3D型態完成並在主流市場获得了優良的口碑，全球累計销量超過600万套，為系列作人氣大幅提高的關鍵。2001年於PS2平台上的續作《潛龍諜影2 自由之子》更是立下了系列中的最高銷量，全球累計賣出超過700萬套。截至2021年，全系列作的累計銷量已超過5770萬份。
Metal Gear系列發展已超過了30年，其主幹设定可以说是追加拼凑所得。例如初期的作品里一直没有提及固蛇自Big Boss的基因繼承，在PS上的MGS才開始闡述。但是小岛本人在创作该系列之初并未料想到作品会如此受欢迎並長遠發展，因此设定上的不完整仍然是可以理解的，虽然存在部份让人感到違和的内容，但小岛构建出的世界观仍然十分具有魅力。

## 周边产品

### 小说
- 1988年，日本方面曾发行一本小说，讲述在FC版本《Metal Gear》剧情两年后的事。

- 1989年，Scholastic's Worlds of Power系列有一本基于《Metal Gear》的小说，作者是FX Nine，基于NES的外传编写。该小说自由度极高，连史內克和他的小队的名字都改成Justin Halley和"Snake Men"。由于小说的对象是年轻人，该书中史內克只在开锁时使用过一次枪，封面也将枪取消掉。

- 2008年6月，伊藤計劃发行了一本《Guns of the Patriots》的日语版小说（2010年3月再版）。

- 2008年5月27日有一本由Raymond Benson撰写的基于《潛龍諜影》的小说。

### 电台广播剧
- 1998-1999年，一部基于《潛龍諜影》的广播剧曾于日本播放，这个剧属于Konami's syndicated clud DB program，导演村田周陽，编剧毛利元貞，该剧播放了18周，包括3个故事，后来作为两辑专辑发售。该广播剧改编为暗影摩西島事件之后的事情，固蛇、Meryl Silverburgh、Mei Ling和Roy Campbell留在FOXHOUND继续执行任务（Mei Ling和Meryl分别穿着BDU和sneaking suit）。虽与主线剧情无关，原游戏的日本声优（大塚明夫、寺瀨今日子、青野武和桑島法子）都有参与，还新增了一些角色。

### 漫画
- IDW Publishing2004年曾发行一部《潛龍諜影》的漫画，剧本编写为Kris Oprisko，绘画Ashley Wood。这部漫画发行了12辑，并发行了两卷的单行本和一卷的收藏版。IDW也发行了《自由之子》的漫画，剧本Alex Garner，绘画Ashley Wood。2006和2007年这两部漫画分别数字化。

### DVD
- 曾有多套描述潛龍諜影系列细节的DVD发行。2006年发行的《Metal Gear Saga》第一卷是作为《合金装备3 食蛇者》的预订碟发售的。它分为5部分，每部分以编年史的形式分别介绍前面的作品，并附带小岛秀夫的评论。

- Metal Gear Saga第二卷最初出现在Metal Gear20周年纪念party上，后来作为《合金装备4》的预订碟发行。其内容为固蛇的档案，分为序章以及另外4个章节：Naked Snake-the birth of Snake（有关MGS3、MG1和MG2的剧情），Liquid Snake-the second snake（MGS），Solidus Snake-the third Snakee（MGS2）以及Solid Snake-the first Snakee（舞台设定至MGS4）。

### 代言产品
作为知名游戏的主角，虚拟角色Snake也曾代言多个产品广告。2004年，Snake曾代言大冢制药的食品CalorieMate，丛林背景中的Snake手上拿着CalorieMate。2008年6月10日，日本方面开始上市以《合金装备4》中主角Snake做代言的饮料Regain，广告中Snake喝过会变年轻。
《合金装备4》游戏中曾出现索尼爱立信W62S手机、Triumph摩托车、苹果iPod等产品，这也作为游戏代言产品的一个典型范例。
另外，合金装备也有对别的公司的游戏协助性地进行宣传。比如《合金装备4》中有一种道具可以让主角看起来像《刺客信条》中的主角，这样通过自家公司的游戏推广别的公司游戏，合金装备也可算是特例之一。

### 闹钟
- 2008年一公司曾推出《合金装备4》游戏中Sunny使用的鸭子形象闹钟。

### 模型
- 1999年，McFARLANE发行一套《合金装备》的模型
- 2001年11月，McFARLANE发行一套《合金装备2》的模型，包括 FORTUNE、REVOLVER OCELOT、OLGA、RAIDEN、METAL GEAR RAY、SOLID SNAKE、SOLIDUS SNAKE。详细介绍。每个角色模型中都有一个Ray的部件，集齐以后就可以砌成一个Metal Gear Ray
- 2008年，MedicomToy发行Old Snake和Raiden模型。
- Medicom Toy曾在Real Action Heroes系列中发行过12"的Snake，参考的是《合金装备3 食蛇者》的形象，也曾发行过《合金装备4》主要角色的Kubrick（英语：Kubrick (toy)）娃娃。
- Konami曾发行一套以《合金装备4》为题材的FIGUMATE娃娃，包括Liquid Ocelot/Solid Snake/Raiden/Otacon四个角色。
- 2009年9月，MedicomToy发行全高300mm的Naked Snake cold war ver.，
- 2009年9月，MedicomToy发行一套Kubrick：Metal gear solid Collector Edition #2，每个全高約60mm，包括OLD SNAKE Octocamo Facemask ver.［MGS4］、SOLIDUS SNAKE［MGS2］、LIQUID OCELOT［MGS4］、LIQUID SNAKE［MGS］、IROQUOIS PLISKIN［MGS2］、PMC SOLDIER［MGS4］
- 2009年9月，MedicomToy发行ULTRA DETAIL FIGURE No.50〜54：METAL GEAR SOLID COLLECTION #2一套，各全高约为160mm，包括UDF-50 : OLD SNAKE "Ready"［MGS4］、UDF-51 : RAIDEN［MGS4］、UDF-52 : VAMP［MGS4］、UDF-53 : NAKED SNAKE "Tiger Camo"［MGS3］、UDF-54 : THE BOSS［MGS3］

### 音乐CD
| 1991 | Metal Gear 2: Solid Snake Original Soundtrack                             |
| 1998 | Metal Gear Solid Original Soundtrack                                      |
| 1997 | Metal Gear >> Solid Snake: Music Compilation of Hideo Kojima/Red Disc     |
| 2001 | Metal Gear Solid 2 SONS OF LIBERTY Original Soundtrack                    |
| 2002 | Metal Gear Solid 2 Sons of Liberty Soundtrack 2:The Other Side            |
| 2002 | Metal Gear Solid 2: Substance Original Soundtrack Ultimate Sorter Edition |
| 2002 | Metal Gear Solid 2: Substance Limited Soundtrack Ultimate Sorter Edition  |
| 2004 | Metal Gear Solid 3 Snake Eater "Snake Eater" Song From Metal Gear Solid 3 |
| 2004 | Metal Gear Solid 3: Snake Eater – The First Bite (游戏限定版附送CD)       |
| 2004 | Metal Gear Solid 3: Snake Eater – Abstracted Camouflage                   |
| 2004 | Metal Gear Solid 3: Snake Eater Original Soundtrack                       |
| 2005 | Metal Gear Ac!d & Ac!d 2 Original Soundtrack                              |
| 2006 | Metal Gear Solid: Portable Ops Original Soundtrack                        |
| 2007 | Metal Gear Solid 20th ANNIVERSARY Metal Gear Solid Music Collection       |
| 2008 | Metal Gear Solid 4: Guns of the Patriots Original Soundtrack              |
| 2008 | Metal Gear Solid 4: Guns of the Patriots Limited Edition Soundtrack       |
| 2010 | Metal Gear Solid: Peace Walker - Original Soundtrack                      |
| 2015 | Metal Gear Solid V Original Soundtrack Selection                          |
| 2015 | Metal Gear Solid Vocal Tracks                                             |

### 自制周边包
2008年，由专业DIY小组Morpheon Mods制作的《合金装备4》限定版周边包，以17100美元的天价在网上拍出。其内容包括改装过的由游戏开发者亲笔签名的限定版主机，游戏中的鸭子闹钟，4种Regain 24功能饮料，《合金装备4》特别版主题T恤；游戏关键角色Otacon的自制刺绣补丁，自制猎狐犬主题贴纸，硬皮版《合金装备4》官方攻略，主角固蛇板画，《合金装备4》世界巡回活动首发日纪念狗牌。此外还特别赠送小岛秀夫在首发活动上的搞笑表情照片。该次拍卖的部分收益捐赠给一个慈善机构Child's Play。

## 外部連結
- 小島製作室官方網站
- 潛龍諜影官方網站